# Rodillo de pintura

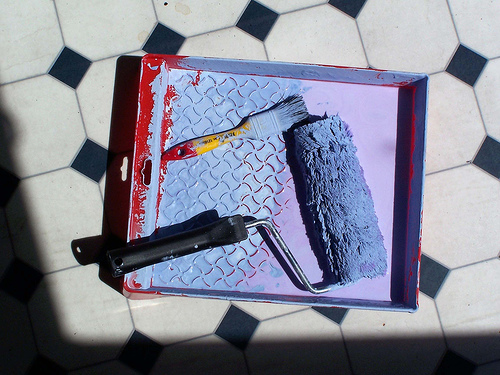
Rodillo de pintura

El rodillo de pintura es un instrumento que se utiliza para pintar paredes y otras superficies. Consiste en un rulo de material absorbente que gira sobre un eje depositando la pintura sobre una determinada superficie. 
El rodillo es ideal para pintar grandes superficies ya que nos permite ahorrar bastante tiempo. Este tipo de elemento, propone un resultado parejo, sin las rayas que pueden presentarse ante el uso de pinceles de cerdas.
El rodillo puede estar fabricado con pelo o espuma y también nos brinda la oportunidad de prolongar el largo de su mango a  través de un alargador. Este nos permitirá acceder a superficies altas.
Su uso es muy sencillo, se trata solo de impregnarlo de la pintura que vamos a utilizar y luego pasarlos sobre la superficie que deseamos cubrir.
Con cuidado, debemos cargar el rodillo en la bandeja o cubeta, haciéndolo rodar dentro de la misma para que se moje toda la superficie. Luego, retiramos el exceso de pintura pasando el rodillo sobre la rejilla o zona texturada de la bandeja.
"El rodillo es ideal para pintar grandes superficies ya que nos permite ahorrar bastante tiempo."
El rodillo de pintura es una herramienta más útil que la brocha y el pincel para pintar grandes paredes o muros. Su uso es muy sencillo. En primer lugar, se impregna del material deslizándolo por una cubeta que contenga una lámina de pintura. Luego, se retira el líquido sobrante pasándolo por una rejilla. Finalmente, se desliza por la pared de manera homogénea. 
Tras su uso la pared debe quedar con un color uniforme y sin presentar vacíos o burbujas. 
Existen diferentes tipos de rodilos de pintura: 
- De espuma, son aconsejados para aplicar barnices o cubrimientos brillantes.
- De pelo largo, apropiados para pinturas vinílicas o paredes con decoración en relieve como el gotelé.
- De pelo corto, están recomendados para paredes lisas.
- De mohair, idóneos para la aplicación de lacas.

Para hacer un buen uso del rodillo, se recomienda: 
- No presionar en exceso sobre la pared para no crear goterones
- Dar primero una mano vertical y, luego, otra horizontal para no dejar huellas sobre la superficie
- Utilizar un alargador del mango para alcanzar grandes alturas
- Limpiarlo con agua o disolvente después de cada uso

Tiene como desventaja el hecho de que tiende a chorrear y salpicar de pintura, especialmente si esta última es muy fluida. No obstante, existen rodillos modernos que permiten verter la pintura en la parte interna a fin de evitar este tipo de inconvenientes.
- Datos: Q1396432
- Multimedia: Paint rollers / Q1396432